# Stilla flexicostata
Stilla flexicostata é uma espécie de gastrópode do gênero Stilla, pertencente a família Raphitomidae.